# 橋本貴智
橋本 貴智（はしもと たかとも、1991年12月9日）は、日本の起業家。
一般社団法人Japan Sports Hub代表理事、Ascenders株式会社代表取締役。八王子高等学校、早稲田大学社会科学部卒業。

## 人物
海外経験はシリコンバレー、ラスベガス、リオデジャネイロなど。八王子高校バスケ部でインターハイに3度出場。同校卒業後、2浪を経て早稲田大学社会科学部に入学。大学在学中に起業。